# 阿歷辛度·巴斯東尼
亞歷山德羅·巴斯東尼（義大利語：Alessandro Bastoni；1999年4月13日—），意大利足球運動員，現效力意甲球會国际米兰，意大利國家足球隊成員，司職中後衛。

## 俱樂部生涯
巴斯東尼在2006年(7歲）就加入了亞特蘭大足球俱樂部青訓，2017年從青年隊升入亞特蘭大一隊。同年8月以3100萬歐元轉會國際米蘭。
2017-18賽季租借返回亞特蘭大。當賽季只有4次聯賽替補出場記錄，場均22分鐘。
2018-19賽季租借去帕爾馬。當賽季有了24次其中18次首發的聯賽其出場記錄，場均70分鐘。
2019-20賽季主帥安東尼奧·孔蒂執教國際米蘭，在夏季轉會期，巴斯東尼被很多意甲以及意乙球隊求租。巴斯托尼在季前備戰期，實力得到了孔蒂認可，孔蒂推掉所有轉會可能，讓巴斯東尼留在球隊陣中。
2019-20賽季初期，國米的三中衛主力，是（從左至右）米蘭·什克里尼亞爾，斯特凡·德弗里，迭戈·戈丁。歐冠小組賽6場，巴斯托尼沒有上場。但隨著聯賽賽程的後期，巴斯東尼開始由替補出場，到後期聯賽首發出場，尤其是歐聯淘汰賽時，以穩坐主力，連續先發。全賽季出場33次其中首發28次，2個進球1次助攻。
2020-21賽季夏季轉會期，國米貼部分工資送高薪的戈丁去卡利亞里，讓什克里尼亞爾成為右後衛，讓他成為了球隊的主力，簽入亞歷山大·科拉羅夫成為他的替補。巴斯托尼聯賽坐穩主力，歐冠6場小組賽，全部參加，其中5場是先發。

## 國家隊生涯
在意大利4-0大勝愛沙尼亞的友誼賽中，巴斯托尼首發打滿全場，完成了自己的成年國家隊首秀。

## 荣誉

### 球會
国际米兰
- 欧足联欧洲联赛亞軍：2019-20賽季
- 意大利足球甲级联赛冠軍：2020-21賽季[7]
- 意大利超级杯冠军：2021年、2022年、2023年
- 義大利盃冠軍 : 2022年、2023年

### 國家隊
義大利
- 歐洲國家盃冠軍：2020[8]

## 外部連結
- Soccerway資料庫：阿歷辛度·巴斯東尼